# Río Frío (Asturias)
El río Frío es un corto río del norte de España, un afluente por la margen izquierda del río Navia que discurre por el occidente del  Principado de Asturias.

## Curso
Su nacimiento se sitúa en las estribaciones de la sierra de Penouta, más concretamente en la ladera este del alto de Xugos, cerca de la localidad de Cabanas Trabazas, y une sus aguas con las del Navia en el embalse de Arbón. Marca el límite entre los concejos de Boal y Coaña durante la mayor parte de su recorrido, hasta su desembocadura, próxima a la localidad boalesa de Villar de Serandinas.
En su valle se encuentra, asimismo, la localidad coañesa de Orbaelle, en su margen izquierda.